# Nya Stugutjärnen
Nya Stugutjärnen är en sjö i Mora kommun i Dalarna och ingår i Dalälvens huvudavrinningsområde.